# Motor Trend
Motor Trend jest to magazyn motoryzacyjny. Pojawił się we wrześniu 1949. Wydawcą jest Petersen Publishing Company w Los Angeles. Od powstania magazynu trwa konkurs na najlepsze auto roku.